# Фріда (фільм)
Фріда (англ. Frida) — фільм-біографія мексиканської художниці та феміністки Фріди Кало. Володар двох Оскарів і Золотого глобуса. Прем'єра стрічки відбулася 29 серпня 2002 року на Венеційському кінофестивалі.

## Сюжет
Стрічка розповідає про непросте життя мексиканської художниці Фріди Кало. Молода дівчина потрапляє у аварію, де зазнає численних травм і переломів, через що виявляється загіпсованою і прикутою до ліжка, а потім до кінця життя страждає від болю. Під час хвороби Фріда починає писати картини. Одужавши, вона показує їх відомому художнику Дієго Рівері, який згодом стає її вчителем, чоловіком і соратником у політичній боротьбі. Її кар'єра розвивається, вона знайомиться з видатними людьми, зокрема Троцьким, Рокфеллером та іншими. Врешті художниця вже на смертному одрі домагається відкриття власної виставки на батьківщині.

## У ролях
- Сальма Хаєк — Фріда Кало
- Альфред Моліна — Дієго Рівера
- Джефрі Раш — Лев Троцький
- Ешлі Джад — Тіна Модотті
- Міа Маестро — Крістіна Кало, сестра Фріди
- Роджер Ріс — Гільєрмо Кало, батько Фріди
- Едвард Нортон — Нельсон Рокфеллер
- Антоніо Бандерас — Давид Альфаро Сікейрос
- Маргарита Санс — Наталя Троцька
- Патрисія Реєс Спіндола — Матильда Кало
- Валерія Голіно — Лупе Марін
- Дієго Луна — Алекс
- Омар Родрігес — Андре Бретон
- Феліпе Фулоп — Жан Геєнорт
- Саффрон Берроуз — Грейсі
- Чавела Варгас — Смерть
- Антоніо Савала Куглер — Рамон Меркадер
- Ліла Даунс — співачка

## Нагороди
Загалом фільм здобув 4 нагород і 28 номінацій, зокрема:
- Оскар:
  - найкращий грим
  - найкраща музика
  - найкраща акторка (номінація)
  - найкраща художня постановка (номінація)
  - найкращі костюми (номінація)
  - найкраща пісня (номінація)
- BAFTA:
  - найкращий грим
  - найкращі костюми (номінація)
  - найкращий актор другого плану (номінація)
  - найкраща акторка (номінація)
- Золотий глобус:
  - найкраща музика
  - найкраща акторка драми (номінація)
- Венеційський кінофестиваль:
  - нагорода фундації Mimmo Rotella
  - номінація на Золотий лев